# Кривоклюна чучулига
Кривоклюна чучулига (Chersophilus duponti) е вид птица от семейство Чучулигови (Alaudidae), единствен представител на род Chersophilus . Видът е почти застрашен от изчезване.

## Разпространение и местообитание
Разпространен е в Алжир, Египет, Испания, Либия, Мароко и Тунис.